# The Importance of Being Idle
Singles de Oasis
Lyla
(2005) Let There Be Love
(2005)
Pistes de Don't Believe the Truth
Love Like a Bomb The Meaning of Soul
The Importance of Being Idle est une chanson du groupe anglais de rock alternatif Oasis, présente sur leur sixième album studio, Don't Believe the Truth. Elle a été écrite et chantée par le  guitariste-compositeur du groupe Noel Gallagher. Ce fut le deuxième single tiré de cet album au Royaume-Uni, où il fut publié le 22 août 2005, atteignant le top 1 des charts le jour de sa sortie, réalisant ainsi un record pour Oasis, puisqu'avec le précédent single, Lyla, c'était la première fois qu'ils réalisaient deux top 1 d'affilée. Le titre est tiré du livre du même nom, que Noel avait trouvé en nettoyant son garage.

## Histoire
Musicalement, comme Noel l'a dit, le chant ressemble à celui de The Kinks et The La's. En particulier, le jeu de guitare, ainsi que le sentiment exprimé est sensiblement similaire à celui de la chanson Sunny Afternoon des Kinks. Le son de la guitare est également semblable aux chansons Clean Prophet et Over des La's. C'est aussi une rupture avec le son des derniers albums d'Oasis, aux sonorités plus rock, s'approchant même parfois du psychédélique, comme sur l'album Heathen Chemistry. Les claviers utilisés dans les passages avant les refrains ont été achetés par le bassiste Andy Bell sur le site d'enchères eBay.
Noel a dit que les paroles de The Importance Of Being Idle sont inspirées par sa propre paresse.

## Réception
La plupart des critiques ont considéré la chanson comme un des points forts de Don't Believe the Truth, qui marquait un retour en force de Oasis depuis la désaffection de Be Here Now en 1997. Le groupe a indiqué dans des interviews en juin 2005 que la chanson serait le second single tiré de l'album, choix judicieux puisque The Importance of Being Idle resta du 26 août au 2 septembre à la tête des charts italiennes, et du 3 au 9 septembre à la tête des charts anglaises. Les faces B sont Pass Me Down the Wine de Liam Gallagher et The Quiets Ones de Gem Archer.
Les lecteurs de Q Magazine ont placé la chanson à la 3e position des meilleures chansons parues en 2005.
La chanson se retrouve sur le best-of du groupe, Stop the Clocks, paru en 2007. Its a great British pop song (C'est une grande chanson de pop britannique) a dit Noel Gallagher lorsqu'on lui a posé la question de la présence de la chanson sur cette compilation.

## Clip vidéo
Le clip promotionnel a été réalisé par Dawn Shadforth (également réalisateur du clip primé aux Grammy Awards Can't Get You Out of My Head de Kylie Minogue). La vidéo est basée sur le film et la nouvelle de Keith Waterhouse, Billy Liar, avec le célèbre acteur gallois Rhys Ifans jouant le rôle de Billy. Noel et Liam jouent les rôles de Shadrack et Duxbury, les propriétaires de la morgue où Billy travaille. Le reste du groupe (Gem, Andy et Zak) font une brève apparition en tant que travailleurs paresseux jouant aux cartes dans un bureau des pompes funèbres. Le clip a été largement acclamé à l'époque de sa sortie, et considérée comme la meilleure vidéo Oasis jamais faite. Elle a d'ailleurs été désignée comme cinquième Best Video Act Of The Decade en 2009.

## Titres
- Single format CD

1. The Importance Of Being Idle (Noel Gallagher) - 3:43
2. Pass Me Down the Wine (Liam Gallagher) - 3:51
3. The Quiet Ones (Gem Archer) - 2:01

- Format Vinyle 7"

1. The Importance Of Being Idle (Noel Gallagher) - 3:43
2. Pass Me Down the Wine (Liam Gallagher) - 3:51

- Format DVD

1. The Importance Of Being Idle - 3:41
2. The Importance Of Being Idle (Démo) - 3:40
3. The Importance Of Being Idle (Vidéo) - 4:03
4. The Making-Of (documentaire) - 5:22

- Single format CD spécial Radio

1. The Importance Of Being Idle (Radio Edit) - 3:37

## Personnel
- Noel Gallagher : Chant et guitare solo.
- Andy Bell : Basse.
- Zak Starkey : Batterie.
- Gem Archer : Guitare acoustique et claviers

## Charts
| Pays        | Chart                    | Plus Haute Position |
| ----------- | ------------------------ | ------------------- |
| Royaume-Uni | UK Singles Chart         | 1er                 |
| Italie      | FIMI Singles Chart       | 1er                 |
| Irlande     | Irish Singles Chart      | 15e                 |
| Espagne     | Promusicae Singles Chart | 18e                 |
| Suède       | Hitlistan Singles Chart  | 40e                 |
| Suisse      | Swisscharts Singles      | 57e                 |
| Pays-Bas    | Dutch Top 40             | 63e                 |
| France      | Top 50 Singles           | 84e                 |